# 清华大学天文台

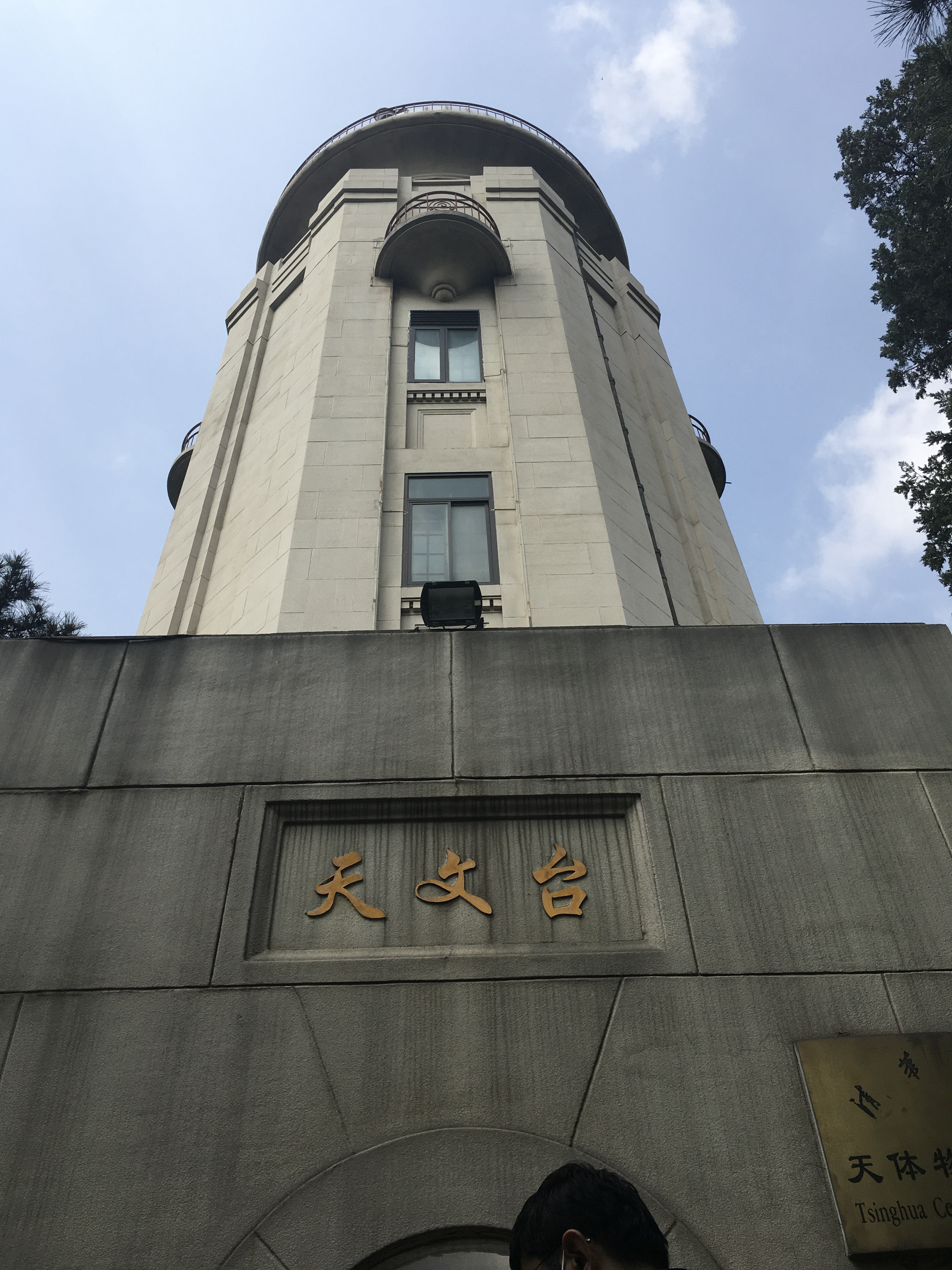
天文台正面

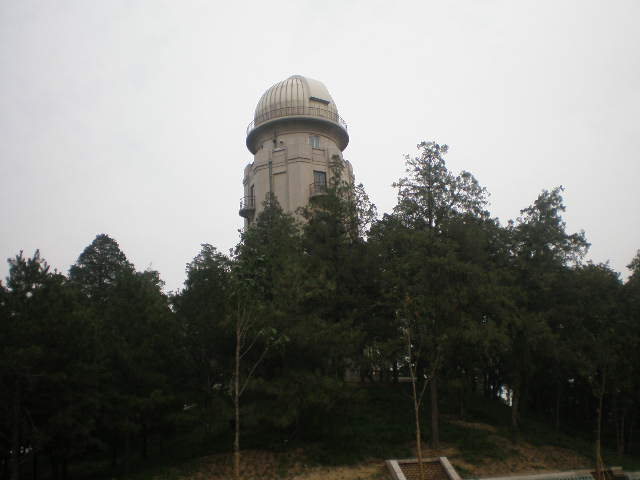
清華大學天文台

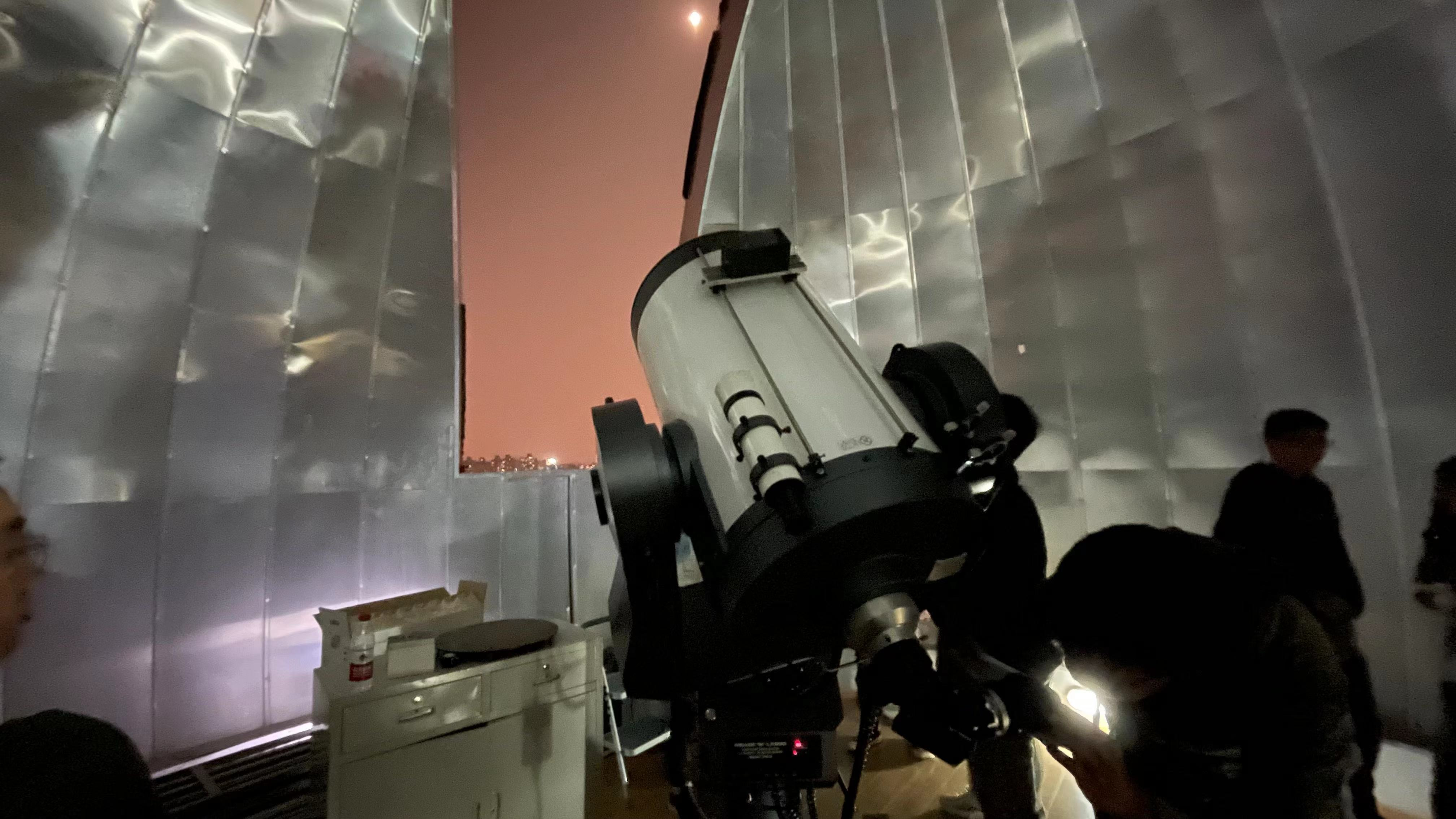
天文台内的望远镜，于2022年10月7日22:26观测木星。

清华大学天文台舊稱清华大学气象台，隸屬清华大学理学院，建於1931年，是清華大學早期建築之一。

## 历史
建於1931年，原屬於地學系。天文台的外观设计由建筑系关肇邺院士負責，在原來的氣象台基础上增加了一层以提高气势，然后又加盖了圆顶。
为了安置测风仪和观察气象，1929年學校決定投资三万三千余元修建了气象台。為了提供最好的研究環境，清華依據國際標準条例配置仪器、设备，並向英、德、法、美等国著名的气象仪器公司購買精密儀器。當時氣象台為一座八角形钢骨水泥高台，其內部直徑24英尺（7.3152公尺）、高5層，每層各15英尺（4.572公尺），最下一層建於土山里，地上實際4層，建築面積365平方公尺。建成後，台頂離地面一百多英尺，是當時清華校內最高的建築物。气象台周围还建有气象园，用来安置各种气象仪器，总价值达20000美元。
抗日战争期间，日军占领清华，把气象台用做豢养军马、军犬的场所，气象台惨遭破坏。复校以后，重新成立气象系，气象台重建。
1952年，因院系调整，气象系被并入北京大学，气象台被废弃。1976年的唐山大地震波及到北京，气象台嚴重損壞。1997年，物理系副系主任尚仁成教授提出清華應重新发展天文学科，並在1999年提議將已废弃多年的气象台改建为天文台，得到王大中校長的支持。
2001年，天文台被国务院正式公布为第五批全国重点文物保护单位。2016年被列入為“首批中国20世纪建筑遗产”。